# Joaquín Buxó-Dulce de Abaigar
Joaquín Buxó Dulce de Abaigar, 
IV Marqués de Castell-Florite (Badalona, 24 de agosto de 1905–Barcelona, 9 de diciembre de 1979) fue un economista, político y diplomático catalán, que ejerció como presidente de la Diputación Provincial de Barcelona durante dieciocho años.

## Economista
Intendente mercantil de formación y licenciado en Derecho, Buxó colaboró a la creación del embrión del Colegio de Economistas de Cataluña, que se denominó Sección Provincial del Colegio Nacional de Economistas, y fue su presidente desde su constitución, desde el 6 de enero de 1954 hasta el 22 de febrero de 1966.
Otra de sus facetas fue la de escritor y orador tanto de temas profesionales como literarios e históricos.

## Presidente de la Diputación de Barcelona
Pero, sin duda, su contribución más destacada la desarrolló desde su cargo de presidente de la Diputación Provincial de Barcelona. Con un perfil eminentemente técnico, era teniente de alcalde delegado de Hacienda del Ayuntamiento de Barcelona cuando fue nombrado en el cargo el 24 de abril de 1949.
A pesar de las menguadas atribuciones que tenía la Diputación de la época y las dificultades financieras generales, consiguió dejar una impronta muy importante. Desarrolló una cooperación exitosa con los municipios durante un periodo en que fue esencial desarrollar aspectos básicos como el agua corriente, escuelas, caminos, servicios sanitarios, electrificación, alumbrado o comunicaciones telefónicas.
Testigo de su tiempo, estableció un Día de Exaltación de la Provincia y el general Franco lo nombró hijo predilecto de la provincia de Barcelona.
En 1952, colaboró en la organización del XXXV Congreso Eucarístico Internacional celebrado en Barcelona.

## Obra social y cultural
En el ámbito institucional, emprendió una reforma acertada del Palacio de la Generalidad de Cataluña y consiguió la restauración del cuerpo de los Mozos de Escuadra, con funciones sobre todo de protocolo. 
En el campo asistencial y educativo consiguió una obra extensa y encomiable. Demostró una gran sensibilidad en la vertiente humanitaria y de beneficencia. Empezando por la construcción del recinto de los Hogares Anna Gironella de Mundet para la atención de los más necesidades, con unas instalaciones modélicas y modernas. Otra obra es el Pabellón Cambó para lactantes y prematuros en la Casa de Maternidad. Y todavía hay que añadir el impulso a la creación del Centro de Cirugía Cardiovascular Sant Jordi.
La enseñanza profesional también recibió apoyo con la reforma de varias escuelas técnicas como por ejemplo la Escuela del Trabajo o la de Tejidos de Canet de Mar. Abrió los institutos laborales de Villafranca, Sabadell y Calella. Creó la Cátedra de Filología Catalana en San Cugat del Vallés y apoyó a la creación de aulas de lengua catalana a los municipios. 
En el campo de la cultura abordó la restauración del edificio de las Atarazanas Reales y el Museo Marítimo, el antiguo Hospital de la Santa Cruz y la Biblioteca de Cataluña, el Museo Arqueológico, los Museos de Sitges y el de Arte Escénico del Palacio Güell.

## Embajador
El 16 de junio de 1967, Buxó fue nombrado embajador de España en Austria y dejó la Diputación después de dieciocho años al frente.
El noviembre de 1970 volvió de Viena y se retiró en Barcelona donde murió el 9 de diciembre de 1979.